# Blue Mountain Peak
Il Blue Mountain Peak è la cima più elevata della Giamaica, situato sulla catena delle Blue Mountains.